# Carl Anders Hertzman
Carl Anders Hertzman, född 26 maj 1746 i Adelövs församling, Jönköpings län, död 28 oktober 1819 i Höreda församling, Jönköpings län, var en svensk präst.

## Biografi
Carl Anders Hertzman föddes 26 mars 1746 i Eksjö. Han var son till kyrkoherden Andreas Petri Hertzman och Margareta Helena Douglitz. Hertzman blev 1766 student vid Uppsala universitet och prästvigdes 1775. Han blev 1774 vice kollega vid Vadstena Trivialskola och 1777 kollega därstädes. Han var samtidigt från 1783 vikarierande pastor i Vadstena församling. År 1784 blev han vice pastor i Eksjö stadsförsamling. Hertzman blev 1791 kyrkoherde i Höreda församling och 1803 prost. Han avled 1819 i Höreda församling.

### Familj
Hertzman gifte sig 1792 med Hedvig Gustafva von Gertten. De fick tillsammans tre söner och tre döttrar.